# Тамарино
Тамарино е село в Югоизточна България. То се намира в община Стралджа, област Ямбол.

## История
Според турските регистри името на селото е Текир Люлю, но в руските карти от 1828 г. то е обозначено като Тюркмен, което се запазва до 1934 г. Името Тамарино се свързва с имената на жени – едната е сестрата на Иван Шишман Кера -Тамара, а другата – руската милосърдна сестра Тамара.